# 中国银行业协会
中国银行业协会是中华人民共和国银行业自律组织，2000年成立，是在中华人民共和国民政部登记注册的全国性非营利社会团体。
中国银行业协会主管单位是国家金融监督管理总局。